# Campanha do M23 (2022–presente)
A campanha do M23 é um conjunto de ofensivas militares lançadas pelo Movimento 23 de Março (M23), um grupo paramilitar apoiado por Ruanda na República Democrática do Congo (RDC), desde março de 2022. Em novembro de 2021, o M23 lançou, pela primeira vez, ataques contra as Forças Armadas da República Democrática do Congo (FARDC) e a MONUSCO, conquistando posições militares em Ndiza, Cyanzu e Runyoni, na província de Quivu do Norte. Isto coincidiu com a mobilização da Força de Defesa Popular do Uganda (FDUU) para a região, para combater as Forças Democráticas Aliadas (FDA), um grupo rebelde ugandês que opera nas províncias de Quivu do Norte e Ituri na RDC.
O conflito intensificou-se entre março e junho de 2022, quando o M23 invadiu áreas-chave no Território de Rutshuru, incluindo a cidade fronteiriça estratégica de Bunagana, forçando os soldados congoleses a fugir para o Uganda. Uganda alegou que Ruanda orquestrou a ofensiva para minar as operações da UPDF contra as FDA, enquanto o Ruanda contra-argumentou que o Uganda estava a utilizar elementos do M23 para ameaçar a sua segurança nacional. A RDC acusou Ruanda de fornecer armamento e reorganizar a insurgência, uma alegação corroborada por um relatório do Grupo de Peritos do Conselho de Segurança das Nações Unidas (CSNU). Ruanda e o M23, por sua vez, acusaram a RDC de colaborar com as Forças Democráticas pela Libertação de Ruanda (FDLR) e afirmaram que a sua campanha visava proteger os baniamulenges da agressão das FDLR. Um relatório do Conselho de Segurança da ONU observou que as incursões militares ruandesas em território congolês tinham começado antes da alegada cooperação entre as FARDC e as FDLR, com analistas a afirmarem que o ressurgimento do M23 foi impulsionado principalmente por interesses económicos e comerciais, em vez de preocupações etnopolíticas ou de segurança.
O conflito atraiu o envolvimento regional, levando a Comunidade da África Oriental (EAC) a destacar a Força Regional da Comunidade da África Oriental (EACRF) para estabilizar a situação. Em 26 de janeiro de 2023, o M23 capturou Kitchanga. Exasperado pela inação percebida da EACRF, o governo congolês procurou assistência militar da Comunidade de Desenvolvimento da África Austral (SADC) e criou um corpo de reserva, o que encorajou a formação de milícias sob o movimento Wazalendo perto das áreas controladas pelo M23. Em junho de 2023, a Human Rights Watch documentou abusos generalizados dos direitos humanos pelo M23, incluindo execuções extrajudiciais, violência sexual e outros crimes de guerra, com alegações de cumplicidade de Ruanda. O Conselho de Segurança da ONU apelou posteriormente à aplicação de sanções contra os líderes do M23 e implicou altos funcionários ruandeses na violência. Em março de 2024, o M23 lançou novas ofensivas, incluindo um avanço para o norte no Território de Rutshuru, capturando Rwindi e a os produtos de pesca de Vitshumbi ao longo do Lago Eduardo. Um relatório encomendado pelo Conselho de Segurança da ONU em abril estimou que entre 3.000 e 4.000 soldados das Forças de Defesa do Ruanda (FDR) estavam presentes no leste da RDC, ultrapassando os estimados 3.000 combatentes do M23. Em junho de 2024, as forças do M23 e da FDR tomaram Kanyabayonga e Kirumba e entraram no Território de Lubero pela primeira vez. Os esforços diplomáticos, liderados pelo presidente angolano João Lourenço, fracassaram depois de o presidente Paul Kagame não ter comparecido a uma cimeira tripartida em Luanda, a 15 de dezembro, que deveria abordar a questão das FDLR juntamente com o presidente Félix Tshisekedi e o presidente Lourenço. A ausência do Ruanda alimentou suspeitas de que o seu envolvimento no leste da RDC era motivado principalmente por interesses económicos, particularmente o acesso aos recursos minerais de Quivu, em vez de preocupações de segurança.
A partir de janeiro de 2025, o M23 começou a fazer avanços em direção a Goma e Bucavu, as capitais provinciais de Quivu do Norte e Quivu do Sul, com suposto apoio de Ruanda, intensificando as crescentes tensões entre os dois países. Em 30 de janeiro, o M23 havia capturado Goma e iniciado um avanço em direção a Bucavu, capturando a cidade em 16 de fevereiro. Após a captura de Goma, o M23 anunciou a sua intenção de marchar sobre Quinxassa.